# ۶۷۸ (خورشیدی)
۶۷۸ ششصد و هفتاد و هشتمین سال هجری خورشیدی است.